# Alexandru Ene I
Alexandru Ene I (n. 19 septembrie 1928, Brăila, România – d. 22 mai 2011, București, România) a fost un fotbalist român care a evoluat ca atacant la Metalul București, Dinamo București și Dinamo Brașov.
Alexandru Ene a evoluat timp de nouă sezoane pentru Dinamo București, câștigând un titlu de campion al României în 1955, o cupă a României în 1959, dar și titlul de golgheter în 1954.
- Prezențe/goluri în Divizia A: 179/105
- Prezențe/goluri în echipa națională: 11/5

A avut gradul de căpitan în Ministerul Afacerilor Interne.

## Distincții
- Medalia Muncii (9 mai 1958) „cu prilejul aniversării a 10 ani de la înființarea Clubului sportiv «Dinamo» și pentru rezultate deosebite obținute în dezvoltarea activității sportive”[2]